# Xã East Hess, Quận Gray, Kansas
Xã East Hess (tiếng Anh: East Hess Township) là một xã thuộc quận Gray, tiểu bang Kansas, Hoa Kỳ. Năm 2010, dân số của xã này là 360 người.